# 埃格吕-埃斯库兰
埃格吕-埃斯库兰（法語：Eygluy-Escoulin，法語發音：[ɛɡlɥi ɛskulɛ̃]）是法国德龙省的一个市镇，属于迪镇区。该市镇于1971年由原市镇埃格吕（Eygluy）和埃斯库兰（Escoulin）合并而成。

## 地理
埃格吕-埃斯库兰（44°47'21"N, 5°11'43"E）面积26.53 平方千米，位于法国奥弗涅-罗讷-阿尔卑斯大区德龙省，该省份为法国东南部内陆省份，北起顺时针与伊泽尔省、上阿尔卑斯省、上普罗旺斯阿尔卑斯省、沃克吕兹省和阿尔代什省接壤。
与埃格吕-埃斯库兰接壤的市镇（或旧市镇、城区）包括：热尔瓦讷河畔博福尔、热尔瓦讷河畔蒙克拉尔、翁布莱兹、普朗德拜、蓬泰、圣昂代奥勒、圣朱利安昂坎、瓦谢尔昂坎、萨扬。

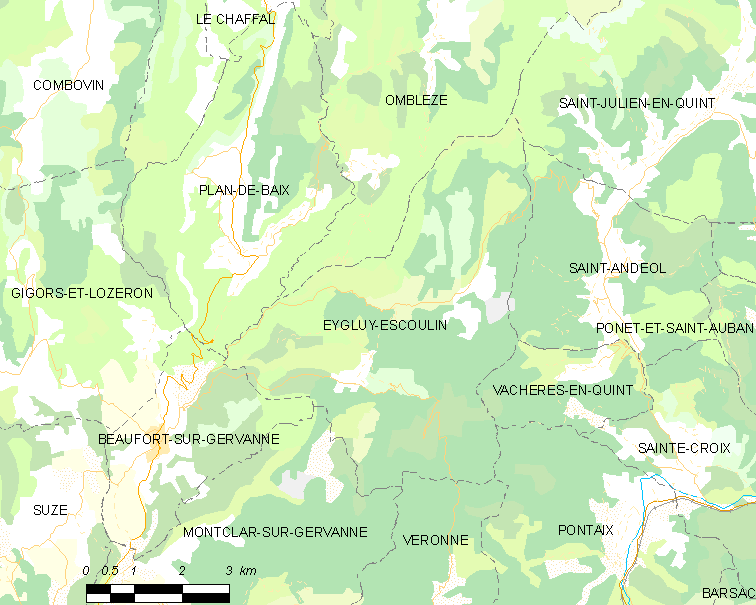
埃格吕-埃斯库兰的OSM定位图

埃格吕-埃斯库兰的时区为UTC+01:00、UTC+02:00（夏令时）。

## 行政
埃格吕-埃斯库兰的邮政编码为26400，INSEE市镇编码为26128。

## 政治
埃格吕-埃斯库兰所属的省级选区为迪瓦县。

## 人口

1962-2008年间埃格吕-埃斯库兰人口变化图示

埃格吕-埃斯库兰于2022年1月1日时的人口数量为60人。